# 한국작물학회
사단법인 한국작물학회(The Korean Society of Crop Science, KSCS)는 작물학에 관한 이론 및 기술을 발전·보급시키고 학술과 산업을 연계시키며 회원 상호간의 친목을 도모함을 목적으로 1962년 10월 7일에 설립된 학술단체이다. 사무실은 경기도 수원시 권선구 수인로 126 국립식량과학원 중부 작물부 내에 있다. 학술지 및 도서의 간행, 강연회 및 토론회 등을 개최, 관련 학계와의 교류 등을 활동하고 있다. 학회지 《한국작물학회지》를 발간하고 있다.

## 주요 사업
- 학술지, 기술정보지 및 도서의 간행
- 학술발표회, 강연회, 토론회 개최
- 작물학에 관한 지식보급 및 정보 교환
- 학술연구의 장려 및 표창
- 학계와 산업계간의 유대 강화
- 기타 본회의 목적달성을 위한 필요한 사업(단, 수익사업인 경우에는 사전에 반드시 주무관청의 승인을 얻어야 함)

## 역대 회장
| 대수    | 성명   | 소속               | 재직 기간     |
| ------- | ------ | ------------------ | ------------- |
| 제1~3대 | 지영린 | 서울대학교         | 1962년~1969년 |
| 제4대   | 박승만 | 동국대학교         | 1969년~1971년 |
| 제5대   | 장영철 | 건국대학교         | 1971년~1973년 |
| 제6대   | 최범열 | 충남대학교         | 1973년~1975년 |
| 제7대   | 최현옥 | 작물시험장         | 1975년~1977년 |
| 제8대   | 조재영 | 고려대학교         | 1977년~1979년 |
| 제9대   | 박찬호 | 영남대학교         | 1979년~1981년 |
| 제10대  | 이은웅 | 서울대학교         | 1981년~1983년 |
| 제11대  | 손응룡 | 고려대학교         | 1983년~1985년 |
| 제12대  | 허문회 | 서울대학교         | 1985년~1987년 |
| 제13대  | 박래경 | 작물시험장         | 1987년~1989년 |
| 제14대  | 황종규 | 전북대학교         | 1989년~1991년 |
| 제15대  | 이홍석 | 서울대학교         | 1991년~1993년 |
| 제16대  | 김기준 | 건국대학교         | 1993년~1995년 |
| 제17대  | 심재욱 | 서울대학교         | 1995년~1997년 |
| 제18대  | 홍병희 | 고려대학교         | 1997년~1999년 |
| 제19대  | 강광희 | 영남대학교         | 1999년~2001년 |
| 제20대  | 김석동 | 작물시험장         | 2001년~2002년 |
| 제21대  | 이호진 | 서울대학교         | 2003년        |
| 제22대  | 채제천 | 단국대학교         | 2004년        |
| 제23대  | 이문희 | 농촌진흥청         | 2005년        |
| 제24대  | 손재근 | 경북대학교         | 2006년        |
| 제25대  | 최재을 | 충남대학교         | 2007년        |
| 제26대  | 이변우 | 서울대학교         | 2008년        |
| 제27대  | 김호영 | 농촌진흥청         | 2009년        |
| 제28대  | 류수노 | 한국방송통신대학교 | 2010년        |
| 제29대  | 이석하 | 서울대학교         | 2011년        |
| 제30대  | 이철원 | 충북대학교         | 2012년        |
| 제31대  | 김제규 | 한경대학교         | 2013년        |
| 제32대  | 이상철 | 경북대학교         | 2014년        |
| 제33대  | 김정곤 | 전북농업기술원     | 2015년        |
| 제34대  | 이종기 | 국립원예특작과학원 | 2016년        |
| 제35대  | 이동진 | 단국대학교         | 2017년        |
| 제36대  | 우선희 | 충북대학교         | 2018년        |
| 제37대  | 정남진 | 전북대학교         | 2019년        |
| 제38대  | 심상인 | 경상대학교         | 2020년        |
| 제39대  | 김경민 | 경북대학교         | 2021년        |
| 제40대  | 조진웅 | 충남대학교         | 2022년        |
| 제41대  | 국용인 | 순천대학교         | 2023년        |
| 제42대  | 김욱   | 고려대학교         | 2024년        |
| 제43대  | 장재기 | 국립식량과학원     | 현재          |

## 임원진

### 이사회
- 회장
- 수석부회장
- 사무총장
- 부회장(총 11명)
- 편집위원장
- 편집이사
  - JCSB(2명)
  - KJCS(1명)
- 편집간사
  - KJCS(1명)
- 감사(2명)
- 전회장

### 60주년 행사준비위원회
- 조직위원장
- 사무총장
- 학술운영위원장
- 전산위원장
- 기획위원장
- 국제협력위원장
- 윤리위원장

### 편집위원회
- 편집위원장
- 편집이사
- 편집간사
- 편집위원(총 23명)

### 기금관리위원회
- 기금관리위원(총 5명)

## 학술지
- 《한국작물학회지》 - 국내학회지(계간)[1]
- 《Journal of Crop Science and Biotechnology》 - 국제학술지(계간)[1]